# Hadruroides leopardus
Espèce
Synonymes
- Hadruroides leopardus vittatus Pocock, 1900

Hadruroides leopardus est une espèce de scorpions de la famille des Caraboctonidae.

## Distribution
Cette espèce est endémique de la région de Lambayeque. Elle se rencontre dans les provinces d'Azuay et de Loja au dessus de 2 000 m d'altitude.

## Description
Le mâle mesure 29,0 mm et la femelle 31,0 mm.

## Publication originale
- Pocock, 1900 : Some new or little-known Neotropical scorpions in the British Museum. Annals and Magazine of Natural History, sér. 7, vol. 5, p. 469–478 (texte intégral).